# 金自點
金自點（1588年—1651年），字成之，號洛西，本貫安東金氏，朝鮮王朝的文臣和親清政治家，性理學者。成渾門人。但后来因企图立崇善君为王，谋反，被车裂处死。